# Polygonum acerosum
Polygonum acerosum là một loài thực vật có hoa trong họ Rau răm. Loài này được Ledeb. ex Meisn. miêu tả khoa học đầu tiên năm 1856.